# Trausnitz
Trausnitz là một đô thị tại huyện Schwandorf bang Bayern, Đức.